# Hideout (manga)
Hideout (zapis stylizowany: HIDEOUT) – manga autorstwa Masasumiego Kakizakiego, publikowana na łamach magazynu „Shūkan Big Comic Spirits” wydawnictwa Shōgakukan od czerwca do sierpnia 2010.

## Fabuła
Seiichi i Miki Kirishima są młodym małżeństwem, które wybiera się na tropikalną wyspę, aby uporać się z nagromadzonymi przez lata życiowymi problemami, w tym śmiercią ich jedynego syna. Jednak dla Seiichiego celem tej podróży jest zupełnie co innego. Planuje on zamordować swoją żonę i pozbyć się jej ciała w gęstwinie lasu. Kiedy jednak jego plan zawodzi, a małżonce udaje się uciec, mężczyzna podąża za nią do jaskini, gdzie zostaje uwięziony i staje się celem złowieszczej istoty czającej się w mroku.

## Publikacja
Manga ukazywała się w magazynie „Shūkan Big Comic Spirits” wydawnictwa Shōgakukan od 14 czerwca do 23 sierpnia 2010. Została opublikowana w jednym tankōbonie, wydanym 30 listopada 2010.
W Polsce manga została wydana w 2014 roku nakładem wydawnictwa Japonica Polonica Fantastica.